# Razbiće se čaša
Razbiće se čaša je šesnaesti studijski album pevačice Merime Njegomir. Objavljen je 2001. godine na CD-u i kaseti, ali za razliku od prethodnih, nije objavljen za PGP RTS, nego za Grand produkciju.

## Pesme na albumu
| Br. | Naziv pesme                             | Muzika                | Tekst                 | Aranžman        |
| --- | --------------------------------------- | --------------------- | --------------------- | --------------- |
| 1.  | Razbiće se čaša                         | Milutin Popović Zahar | Milutin Popović Zahar | Vladimir Prljić |
| 2.  | Čedo milo                               | Mirko Glišić          | Mirko Glišić          | Endži Mavrić    |
| 3.  | Sve što imam, neka izgubim              | Milutin Popović Zahar | Milutin Popović Zahar | Vladimir Prljić |
| 4.  | Ivanova korita                          | Milutin Popović Zahar | Milutin Popović Zahar | Vladimir Prljić |
| 5.  | Može li ti majka, sine, doći na veselje | Steva Simeunović      | Steva Simeunović      | Endži Mavrić    |
| 6.  | Tako ti je u Srbiji                     | Milutin Popović Zahar | Milutin Popović Zahar | Endži Mavrić    |
| 7.  | Rano mojih rana                         | Branislav Samardžić   | Branislav Samardžić   | Endži Mavrić    |
| 8.  | Vino rumeno                             | Saša Milošević        | Saša Milošević        | Endži Mavrić    |

## Spoljašnje veze
- {{#ifeq: |yes|https://www.discogs.com/release/8100437%7CRazbiće se čaša na sajtu  (jezik: engleski)